# Josep Anglada i Rius
Josep Anglada i Rius (Vic, 21 de juny de 1959) és un polític català d'ideologia ultradretana, fundador i expresident del partit polític Plataforma per Catalunya (PxC), i fundador i actual líder de Som Identitaris (SOMI). Va ser regidor de l'Ajuntament de Vic.

## Biografia
Anglada fou militant de l'organització d'ultradreta franquista Fuerza Nueva durant la Transició espanyola. A les eleccions al Parlament Europeu de 1989 va ser candidat del partit Frente Nacional, liderat per l'antic capdavanter franquista Blas Piñar.

### Plataforma Vigatana

Plataforma Vigatana

El 15 de gener de 2001 registrà el partit Plataforma Vigatana, en el volum IV, foli 348, del llibre d'inscripcions, per a concórrer a les eleccions municipals de 2003 de la ciutat de Vic (Osona). Es tractava d'un partit identitari i populista que optava per reforçar el control migratori i la seguretat ciutadana.
Des de la seva posada en funcionament l'octubre de 2001, algunes de les accions que dugueren a terme fou la demanda de trasllat de la mesquita que es trobava dins de l'església de l'Hospital General de Vic, tot aprofitant per reclamar una mesura més social com la instal·lació d'una parada de bus davant del centre sanitari. Ja uns mesos abans, al 21 d'abril, el Jutjat d'instrucció número 2 de Vic rebutjà la querella interposada contra la formació, sent acusada d'«apel·lar a la xenofòbia, la discriminació, l'odi i la violència» per part de diverses entitats i un centenar de ciutadans que li reclamaren una fiança de 2.802 milions de pessetes per a cobrir la responsabilitat civil derivada de la condemna.
La suma d'adhesions al seu projecte creixé ràpidament gràcies a una part de la societat que recelava de la immigració nouvinguda, en una ciutat amb gairebé el 25% de població estrangera, i estava descontenta amb els partits tradicionals a l'hora de gestionar assumptes migratoris com aquest. D'altra banda, el tarannà populista, l'abús de la demagògia, el flirteig amb el límit de la legalitat, la política de trepitjar carrer i l'abanderament de l'ordre i la seguretat, així com la polarització dels petits conflictes veïnals, en els que Anglada es posava al capdavant per a capitalitzar la protesta, feren un combinat explosiu de fractura social.

### Fundació de Plataforma per Catalunya
Com a resultat de la cobertura mediàtica i la proliferació del seu discurs, l'any 2002 decidí fundar Plataforma per Catalunya amb l'objectiu que concórrer a les eleccions de 2003 a diversos municipis de Catalunya amb el mateix discurs pregonat per Plataforma Vigatana. Un de les primeres actuacions en la que els seus simpatitzants es feren visible fou el 19 de maig de 2002 quan 1500 persones, amb Anglada al capdavant, es manifestaren a Premià de Mar contra la construcció d'una mesquita al municipi sota la consigna de la pancarta «Defensar els nostres drets no és ser racista». La protesta acabà amb incidents quan topà amb manifestants antifeixistes vinculats al col·lectiu Acció Antifeixista.

### Regidor de Plataforma per Catalunya
Anglada adoptà la denominació Plataforma per Catalunya (PxC), partit que liderava en qualitat de president, per a concórrer a les eleccions municipals del 25 de maig de 2003 com a cap de llista de la candidatura de Vic. El resultat dels comicis fou sorprenentment satisfactori, ja que la candidatura xenòfoba assolí entrar amb un regidor a Vic (1.229 vots), Manlleu (492 vots), El Vendrell (774 vots) i Cervera (394 vots). Si bé Anglada esperà aconseguir el 20% dels sufragis a la capital osonenca, la xifra es limità al 7,5%, sent Cervera amb un 9,2% l'indret amb l'índex més elevat. No obstant, les candidatures de Barcelona, El Prat de Llobregat i Palafolls fracassaren per complet. Tot i així, a Premià de Mar, la candidatura Veïns Independents de Premià (VIP), nascuda arran del conflicte de la mesquita, però no vinculada a PxC, també sumà un regidor amb 862 vots.

### Expulsió de Plataforma per Catalunya
Després que l'any 2014 fou expulsat de Plataforma per Catalunya, partit del qual fou fundador, decidí concórrer a les eleccions municipals de 2015 de la ciutat de Vic novament sota el nom de Plataforma Vigatana (PLVI). Tot i la competència amb altres llistes d'extrema dreta, PLVI obtingué un escó, sent Josep Anglada el seu cap de llista i únic regidor. Durant el seu mandant, el malestar en la cohesió social vigatana es feu tant present que fins i tot l'assemblea local de la Candidatura d'Unitat Popular (CUP) sol·licità a l'alcaldessa Anna Erra que no se'ls convoqués a les reunions de treball habitual.

### Polèmiques
El 2007 va ser condemnat per no pagar la seguretat social de 3 dels seus treballadors. El 2009 va ser jutjat i condemnat per agredir un menor.
Entre els mesos d'agost i octubre del 2011, coincidint amb la precampanya electoral per les eleccions generals del 20 de novembre del mateix any, Josep Anglada va aparèixer força sovint als mitjans de comunicació per polèmiques relacionades amb el seu partit i amb la seva persona. L'agost va fer entregar l'acta de regidors a dos dels tres regidors de PxC al municipi de Salt quan aquests van renunciar a representar el partit després de les pressions rebudes a una regidora que tenia una parella d'origen africà. Compareixença al jutjat per una acusació d'incitació a l'odi per la distribució de pamflets contra els musulmans a Vic durant les eleccions municipals de 2007. Després d'una discussió, va ser denunciat pel seu propi fill per agressió i amenaces.
L'octubre del 2011 va agredir una jove antifeixista que l'increpà a l'entrada d'un míting del seu partit a Sant Boi de Llobregat.
El 3 d'agost de 2017 el Jutjat penal núm. 1 de Manresa el condemnà a dos anys de presó i dos anys d'inhabilitació per amenaçar de mort un menor d'edat.
El 9 de febrer de 2018 l'Audiència Provincial de Barcelona el condemnà a un any de presó, a un any d'inhabilitació de sufragi passiu i a pagar 6 euros diaris durant 12 mesos, per haver comès el delicte de revelació de dades reservades de caràcter personal. Concretament, després de publicar l'any 2014 una sèrie de tuits on apareixia el cotxe i la matrícula de Roberto Hernando, el secretari general de Plataforma per Catalunya quan s'expulsà a Anglada del partit. La sentència està subjecta a recurs, mesura a la qual s'acolliria, segons manifestà.